# Pelophylax fukienensis
Pelophylax fukienensis е вид земноводно от семейство Водни жаби (Ranidae).

## Разпространение
Видът е разпространен в Китай, Провинции в КНР и Тайван.